# Rita Große
Rita Große (* 1941 in Leipzig) ist eine deutsche Fotografin und Fotografenmeisterin aus Leipzig. Ab 1974 war sie als selbstständige Industrie- und Architekturfotografin im Bezirk Leipzig und in der ganzen DDR tätig.

## Leben
Rita Große wurde 1941 in Leipzig als Tochter einer Verkäuferin im Porzellanfachhandel und eines Verwaltungsinspektors geboren. Sie wuchs in Kleinzschocher und Lindenau auf. Nach einer Ausbildung als Fotolaborantin (Abschluss 1957) im HO-Fotohaus Leipzig und einer Weiterqualifizierung als Fachverkäuferin für Foto-Optik (1960) folgte der Abschluss zur Fotografin (1962) in dem PGH-Fotostudio in der Goldschmidtstraße. Im Anschluss war sie als Fotografin im VEB Industrieprojektierung angestellt. Für die Entwicklung fotografischer Kopierverfahren in der Architekturplanung wurde sie 1966 als Neuerin ausgezeichnet. 1968 erwarb sie eine Qualifizierung in der Bautechnischen Projektierung und legte 1969 die Meisterprüfung im Fotografenhandwerk ab. 1974 eröffnet sie ihr eigenes Fotostudio in der Christianstraße im Waldstraßenviertel. Als selbstständige Fotografenmeisterin wurde sie 1981 von der Handwerkskammer des Bezirkes Leipzig zur stellvertretenden Obermeisterin berufen. Sie hat einen Sohn.

## Werk
Die jährlichen Frühlings- und Herbstmessen in Leipzig sollten die Leistungsfähigkeit der DDR-Wirtschaft belegen und entsprechende Export-Aufträge generieren. Rita Große wurde nach einem Jahrzehnt in der Fotoprojektierung und technischen Fotografie hierfür ab Ende der 1970er Jahre direkt über die Betriebsdirektoren beauftragt. Für diese Messeaufträge kam sie in die Betriebe und fotografierte ausgewählte Arbeiterinnen und Arbeiter, die sich vorab ausgezeichnet hatten. Neben Großbetrieben wie der Baumwollspinnerei fotografierte sie für verschiedene Kombinate, Museen, das Denkmalamt der Stadt Leipzig, Banken, Hotels, Gastronomie und den Volkseigenen Handel und Institute, machte die fotografische Baubegleitung wie bei dem Neubau des Bowlingtreffs 1986/87 in Leipzig, dokumentierte mehrere Turn- und Sportfeste der DDR und illustrierte Werbeblätter und Bücher. Sie war die einzige selbstständige weibliche Industriefotografin im Bezirk Leipzig und hat sich ähnlich wie Ruth Hallensleben im Ruhrgebiet einen Namen in der Dokumentation der Industrie- und Arbeitsgeschichte gemacht. Anfang der 1990er Jahre kam sie in Kontakt mit dem Bau- und Immobilienunternehmer Jürgen Schneider. In diesen Jahren hatte Rita Große Aufträge in der fotografischen Denkmalschutz- und Baubegleitung der jeweiligen Sanierungsobjekte, da diese etwa für die Kreditgeber umfangreich dokumentiert werden mussten. Mitte 1994 gingen Schneiders Unternehmen mit Schulden von mehreren Milliarden DM insolvent. Ihr Fotostudio im Waldstraßenviertel betrieb sie bis 2005 und bearbeitet auch danach noch Aufträge für das Amt für Denkmalschutz, die LWB, das Staatshochbauamt und weitere Kundinnen und Kunden.
2024 hatte sie eine  kuratierte Einzelausstellung zu ihrer Betriebsfotografie der 1980er Jahre in der Leipziger Baumwollspinnerei. Ihre fotografischen Arbeiten finden sich u. a. im Archiv der Baumwollspinnerei Leipzig, im Messearchiv der Leipziger Messe, im Sächsischen Staatsarchiv in Leipzig-Paunsdorf, im Grassi Museum für Angewandte Kunst oder im Stadtgeschichtlichen Museum Leipzig.

## Ausstellungen (Auswahl)
- 2024: Leipziger Baumwollspinnerei Reading the Spinnerei. Die Arbeits- und Betriebsfotografie von Rita Große[5]